# 南湾湖办事处
南湾湖办事处是中华人民共和国湖南省益阳市南县下辖的一个类似乡级单位，行政上属大通湖管理区，是依托中国人民解放军湖南省军区农副业基地（原南湾湖军垦农场）建立的类似乡级单位。

## 历史
1961年前，此地名尼姑湖（或称妮姑湖），为大通湖中的荒洲，属于湖南省省管的大通湖农场。1961年，中国人民解放军第47军副军长刘善等人持中共湖南省委介绍信与大通湖农场协商划地事宜。大通湖农场同意将尼姑湖划给第47军，在此地围湖造田。同年11月，第47军139师的十余个连队抵达尼姑湖。1966年时，尼姑湖一地有驻军2万余人，围湖造田6万亩。1967年，更名为南湾湖，来源于南泥湾，第47军前身曾属开垦南泥湾的359旅，对外称南湾湖军垦农场。1970年时，有4212名大学生上山下乡在此劳动。1970年代，完成营房砖瓦化、农业机械化。1979年，部队抽调至南疆前线，参加对越自卫还击战，另有两个营调至潼湖。行政级别由师级降为团级，改名为广州军区南湾湖生产基地。1986年，部队与南湾湖生产基地合并。1990年代，减少机构，撤销八个连队。
2000年，益阳将原大通湖、北洲子、金盆、千山红等农场改为镇，以其辖区设立大通湖管理区。南湾湖生产基地亦以南湾湖办事处之名归于其下。2006年，南湾湖生产基地改名为湖南省军区农副业基地。2010年时，尚有60余名士兵驻扎于此，但已不从事农业生产。

## 行政区划
下辖以下地区：
南湾湖街道虚拟社区。